# Hektor Rössler
Johann Hektor Rössler (* 1. Juli 1806 in Gießen; † 11. Mai 1875 in Darmstadt) war ein hessischer Beamter und Politiker und Abgeordneter der 2. Kammer der Landstände des Großherzogtums Hessen.
Hektor Rössler war der Sohn des Universitätsmechanikus und Münzrates Hektor Johann Rössler und dessen Ehefrau Karoline Friederike, geborene Olf. Rössler, der evangelischen Glaubens war, heiratete am 10. November 1832 Louise Friederike Eleonore geborene Heß, die Tochter des Oberbaurates Johann Heß.
Rössler studierte ab 1824 in Gießen, Göttingen und Paris. Bis 1836 war er Rechner bei der Ludwigshütte. 1836 wurde er Sekretär des Gewerbevereins und der Zentralstelle für die Gewerbe und Landgewerbeverein. Am 5. September des gleichen Jahres wurde er Lehrer für darstellende Geometrie und Maschinenbau, Technologie der Maschinenlehre und des Maschinenzeichnens an der Höheren Gewerbeschule Darmstadt. Ab 1840 war er Mitglied der Handwerkerschulkommission. 1841 wurde er von Lehrtätigkeit befreit und am 9. März zum Kommerzienrat ernannt.
1842 war er einer der Direktoren der ersten allgemeinen deutschen Industrieausstellung in Mainz. Am 20. Oktober 1852 erhielt er die Ernennung als Regierungsrat. 1855 bis 1856 war er Kommissär, später Jury-Mitglied bei Gewerbeausstellungen. 1856 wurde er zum Oberbaurat befördert und leitete das Referat Berg-, Hütten-, Salinen- und Eichwesen bei der Oberbau-Direktion.
1862 war er Mitglied der Kommission für Landesstatistik und 1864 Münzmeister bei der Münzverwaltung mit dem Titel Geheimer Bergrat.
Von 1856 bis 1862 gehörte er der Zweiten Kammer der Landstände an. Er wurde für den Wahlbezirk Stadt Darmstadt gewählt. In den Ständen vertrat er liberal-konservative Positionen.